# DR-Baureihe 99.440
Unter der Baureihenbezeichnung 99.440 wurden bei der Deutschen Reichsbahn mehrere Lokomotiven der Kleinbahnen des Kreises Jerichow I (KJI) falsch eingeordnet.
Die Betriebsnummer 99 4401 war entsprechend dem Umzeichnungsplan vom 12. Dezember 1949 für die Lok mit der Nummer 22 (B n2t) vorgesehen. Diese war bei der Bestandsaufnahme fälschlicherweise als D n2t erfasst worden. Somit war diese Umzeichnung nicht korrekt.
Die Lok mit der Nummer 23 (C n2t) sollte entsprechend dem Umzeichnungsplan die Betriebsnummer 99 4301 erhalten, wurde aber ebenfalls in 99 4401 umgezeichnet. Diese Lok wurde deshalb in den Statistiken als 99 4402 geführt, um eine Doppelnummerierung zu vermeiden.
Zur Korrektur dieser Falscheinordnung wurde 1956 die Nr. 22 in 99 4721 und 1951 die Nr. 23 in 99 4301 umgezeichnet.
Die Betriebsnummer 99 4402 erhielt außerdem eine D n2t-Lok, ebenfalls von der KJI, wahrscheinlich die Nr. 13. Ursprünglich besaß diese Lok die Nummer 99 4501, was jedoch eine Doppelbesetzung mit der von den Kleinbahnen der Kreise Ost- und Westprignitz übernommenen Lok 14 bedeutete. Diese Lok war baugleich mit den unter der Baureihennummer 99 464 übernommenen D n2t-Lokomotiven der KJI mit Innenrahmen (Nr. 11–14). Die Gründe für diese andere Zuordnung sind nicht bekannt. Sie wurde wahrscheinlich kurz nach der Umzeichnung ausgemustert.